# Velika vojvodinja Marija Nikolajeva Ruska
Velika kneginja Marija Nikolajeva Ruska (Maria Nikolaevna Romanova; rusko: Великая Княжна Мария Николаевна), *26.junij 1899 (julijanski koledar - 14.junij), †17.julij 1918, je bila tretja hčerka carja Nikolaja II. in carice Alexandre Fjodorovne. Skupaj z ostalimi člani družine Romanov je bila umorjena v Jekaterinburgu v Sibiriji.

## Izgled in karakteristike
Ljudje so Marijo opisovali kot lepo, spogledljivo dekle modrih oči in svetlo rjavih las. Bila naj bi angelček v družini, saj se je vedno lepo obnašala in nikoli ni ničesar naredila narobe.
Nekoč je, ko je bila še mlajša, ukradla piškote z mamine mize, nakar jo je želela carica za kazen poslati v posteljo, oče pa se je le nasmehnil in dejel, da ga veseli, da je Marija zares človeški otrok, ne pa pravi angel.
Vzgojena je bila preprosto, sobo pa si je delila s sestro Anastazijo. Stene sobe so bile sive barve, na stropu pa narisani metulji. Pohištvo je bilo preprosto v beli in zeleni barvi. 

## Življenjepis
Marija je bila rojena v Peterhofu, v Rusiji. Imela je dve starejši sestri, Olgo in Tatiano, ter mlajšo sestro Anastazijo in brata, ki naj bi postal prestolonaslednik, Alexeia. Marija je imela mnogo nadimkov, kot so Marie, Mashka, Masha... Mama Alexandra je njo in Anastazijo (znane kot manjši par) oblačila podobno, medtem ko sta podobne obleke nosili tudi Olga in Tatiana (večji par).
Bila je prijazna, mirna in toposrčna oseba. Želela se je poročiti z ruskim vojakom in imeti veliko otrok.
Umorjena je bila 17. julija, skupaj z vsemi družinskimi člani.

## Smrt in pogreb
Začetni streli boljševikov naj bi ubili carja in carico ter njune služabnike. Za tem naj bi ubili tudi Olgo in Tatiano, ranjeno Marijo in zaenkrat še nepoškodovano Anastazijo so poskušali ubiti in jima močno poškodovali lobanji. Mlajši veliki kneginjipa med prevozom trupel še nista bili mrtvi in zato so ju zopet napadli. Nekateri trdijo, da je Marija celo preživela.
Ko so našli grob cesarske družine, so opazili, da manjkata dve trupli. Eno je zagotovo pripadalo Alexeiu, drugo pa naj bi bilo domnevno Anastazijino ali Marijino. To ni bilo nikoli znano, čeprav so mnogi znanstvenki prepričani, da je pogrešano truplo ženske skoraj gotovo pripadalo Mariji. Tudi ti dve trupli so pozneje našli.
Marija je bila z mamo, očetom in sestrami ter bratom pokopana natanko 80 let po smrti. Njihovi posmrtni ostanki ležijo v katedrali Sv. Petra in Pavla v St. Petersburgu.